# Футбольная ассоциация Кирибати
Футбольная ассоциация Кирибати (КИФА) основана в 1980 году. Её главной деятельностью является организация футбольных соревнований на островах и развитие футбола в целом: оборудование футбольных учебных центров, создание единой футбольной сети (что вследствие большой разбросанности островов весьма затруднительно). Несмотря на нехватку места на островах и атоллах, в Кирибати очень любят футбол и играют при любой возможности, в свободное от работы время. КИФА — активный член Национального Олимпийского Комитета Кирибати (КНОК), который наконец был признан Международным Олимпийским Комитетом только в июле 2003 года.
КИФА твердо решила создать основу для улучшения спортивных показателей Кирибати на международном уровне. Для этого будут созданы все возможные условия, тем более, что в стране бо́льшая часть населения младше 18 лет. Исполнительным органом КИФА является Исполнительный комитет Ассоциации:
- Иотеба Редферн — президент Ассоциации
- Джонни Кулене — вице-президент
- Киреата Рутеру — генеральный секретарь
- Туту Теитинако — помощник секретаря
- Навахине Пине — казначей
- Туанако Буту — помощник казначея